# Кровянка (река)
Кровя́нка (Андре́евский овра́г) — водоток в Гагаринском и Донском районах Юго-Западного административного округа Москвы, левый приток Чуры. Речное русло в 1955—1961 годах было частично заключено в подземный коллектор.

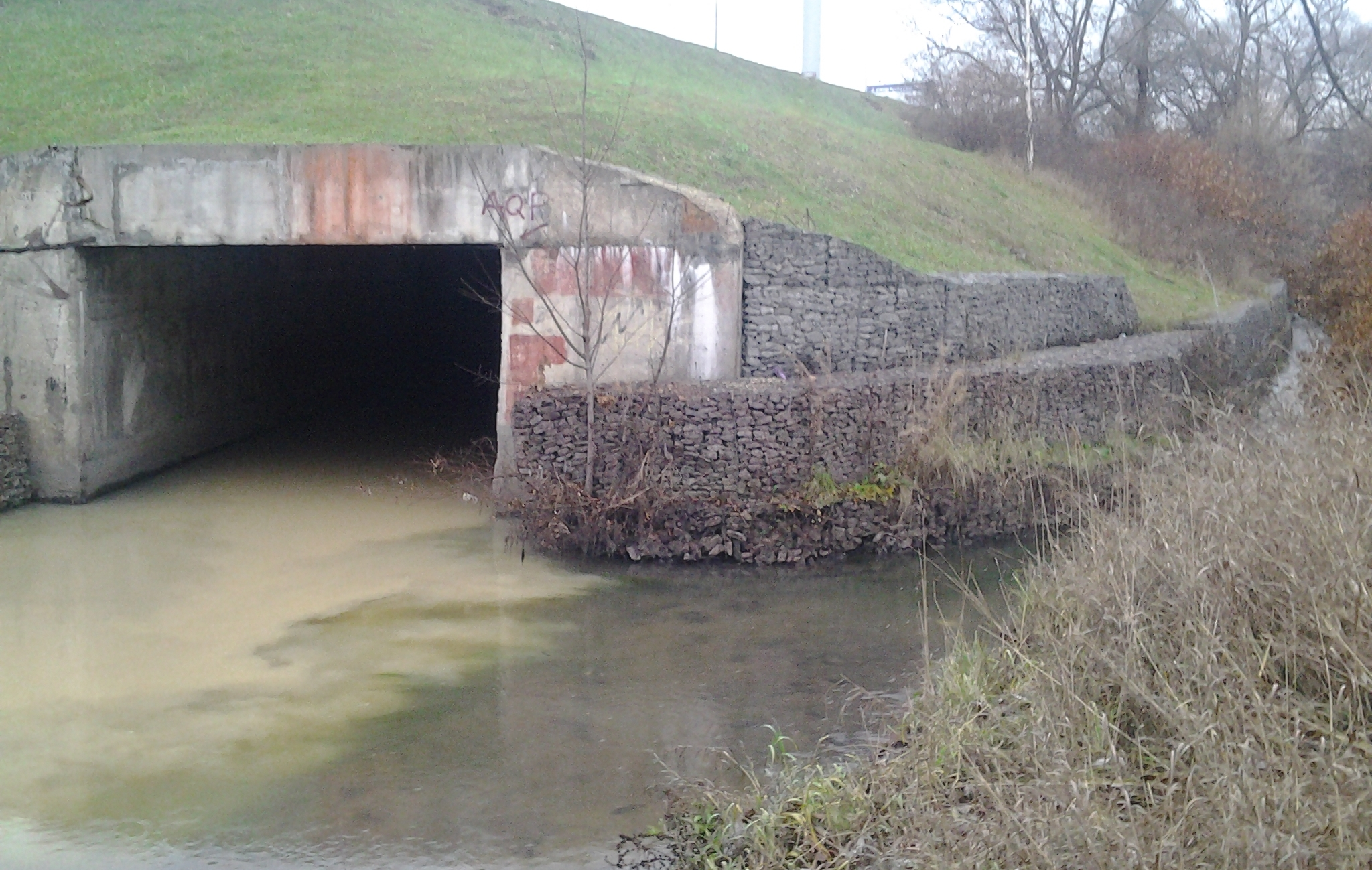
Слияние рек Кровянки и Чуры, 2014 год

Длина реки составляет 4,5 км, площадь водосборного бассейна — 5 км². Современные источники помещают исток реки к югу от пересечения проспектов Вернадского и Университетского, однако исторический исток, согласно карте 1838 года, западнее на 1 км, где вершина оврага, из которого вытекает Кровянка, располагается западнее современного пересечения ул. Академика Хохлова и ул. Лебедева (восточный угол здания Физического факультета МГУ).
Водоток проходит на северо-восток вдоль улицы Анучина через Воробьёвский пруд. Далее река поворачивает на восток, пересекает Ленинский проспект, проспект 60-летия Октября и Третье транспортное кольцо, после которого выходит на поверхность. В открытом течении сохранилась в приустьевом участке на протяжении 400 метров. Проходит через систему прудов-отстойников. Устье расположено возле юго-западной окраины Даниловского кладбища. На левом берегу реки располагались Андреевская слобода и Живодёрная слобода.
Точная версия происхождения названия Кровянки неизвестна. Возможно, гидроним связан с цветом воды, красной от торфа или железистых отложений. Вероятна связь с топонимом Живодёрной слободы, так как в XVIII веке на этой местности находились скотобойни, из-за которых вода могла иметь красный оттенок. Андреевским оврагом река названа по одноимённой слободе.